# Manson Medal
Die Sir Patrick Manson Medal ist die höchste Auszeichnung der britischen Royal Society of Tropical Medicine and Hygiene.
Sie wird alle drei Jahre für Beiträge zur Tropenmedizin oder Hygiene vergeben und wurde in Andenken an den Begründer der modernen Tropenmedizin Patrick Manson (1844–1922) gestiftet. Bislang (Stand 2019) wurden vor allem Briten und bis 2016 ausschließlich Männer geehrt.

## Preisträger
- 1923: David Bruce
- 1926: Ettore Marchiafava
- 1929: Ronald Ross, FRS
- 1932: Theobald Smith
- 1935: John William Watson Stephens, FRS
- 1938: Leonard Rogers
- 1941: Emile Brumpt
- 1944: Rickard Christophers, FRS
- 1947: Charles Morley Wenyon
- 1950: Neil Hamilton Fairley, FRS
- 1953: Jerome Rodhain
- 1956: John Alexander Sinton, FRS
- 1959: Henry Edward Shortt, FRS
- 1962: Edmond Sergent
- 1965: Cyril Garnham, FRS
- 1968: John Smith Knox Boyd, FRS
- 1971: Gordon Covell
- 1974: Cecil Hoare
- 1977: James H S Gear
- 1980: Richard J W Rees
- 1983: Ralph Lainson, FRS
- 1986: William Trager
- 1989: David F. Clyde
- 1992: Leonard Goodwin
- 1995: Philip Manson-Bahr
- 1998: David Weatherall
- 2001: Brian Greenwood
- 2004: Wallace Peters
- 2007: Herbert M Gilles
- 2010: Nicholas White
- 2013: David H. Molyneux
- 2016: Peter Piot
- 2019: Janet Hemingway, FRS; David Warrell
- 2022: Alimuddin Zumla